# Tron: O Legado
Tron: Legacy (bra: Tron: O Legado, ou Tron - O Legado; prt: Tron o Legado, ou Tron: O Legado) é um filme americano de 2010 dos gêneros ficção científica, ação e aventura, dirigido por Joseph Kosinski em sua estreia na direção de filmes.
Esta continuação de Tron, lançado em 1982, estreou nos cinemas brasileiros em 17 de dezembro de 2010. O diretor e roteirista do primeiro filme, Steven Lisberger, volta como um dos produtores, com Jeff Bridges interpretando mais uma vez o programador Kevin Flynn, enquanto Bruce Boxleitner retorna como Alan Bradley. Entre os outros membros do elenco, estão Garrett Hedlund, Olivia Wilde, Beau Garrett, e Michael Sheen. A história segue Sam, filho de Flynn, que responde a uma suposta mensagem de seu pai, desaparecido desde 1989, e entra em uma sala secreta no abandonado Fliperama do Flynn. Assim, ele é transportado para a Grade, onde junto com seu pai e o algoritmo Quorra, deve impedir o malevolente programa Clu de subjugar completamente o mundo computacional e também o real.
O interesse em criar uma sequência para Tron começou em 2005, quando a Walt Disney Pictures, após muita especulação, contratou Brian Klugman e Lee Sternthal como roteiristas, investimento feito devido ao seguimento cult que o filme de 1982 angariou. Joseph Kosinski foi contratado como diretor dois anos depois e, estando muito otimista com o desenvolvimento de um filme graficamente similar a Matrix, desenvolveu um protótipo de como seria o modernizado universo da nova produção. Na Comic-Con de 2008, foi apresentada uma prévia conceitual da película, chamada de TR2N. Tron: O Legado foi anunciado oficialmente na Comic-Con do ano seguinte com a promessa de utilização substancial dos sistemas Disney Digital 3-D e IMAX 3D. A filmagem teve início em abril de 2009, na cidade de Vancouver, Colúmbia Britânica, e durou aproximadamente 67 dias. O ator Jeff Bridges, aos 61 anos, passou por um processo de rejuvenescimento digital para reinterpretar o personagem Clu, que no enredo não envelhece, mantendo a aparência que o ator tinha quando atuou no primeiro filme. Além desta inovação visual, muitas outras técnicas foram utilizadas para conferir mais liberdade na criação dos efeitos, como o uso de Chroma key, CGI, jogo de luzes e a divisão da filmagem em vários sets.
O filme foi altamente promovido antes de seu lançamento, com o desenvolvimento de diversos produtos com sua temática, que iam desde linhas de brinquedos até atrações em parques de diversão e shows. Foi criado também um site de divulgação com a campanha "Flynn Lives" (lit.  "Flynn Vive") e, no dia 28 de outubro de 2010 em seletos cinemas IMAX espalhados pelo mundo, foi apresentada uma prévia de 23 minutos da película, formando uma expectativa em torno da produção. O filme recebeu críticas mistas que aclamaram a trilha sonora e os efeitos visuais, mas criticaram a falta de desenvolvimento dos personagens e a suas representações. Tron: O Legado teve um orçamento de US$170 milhões e arrecadou US$400.062.763 mundialmente, sendo considerado um sucesso de bilheteria.

## Enredo
O milionário empresário e programador Kevin Flynn (Jeff Bridges) recria o programa chamado CLU (sigla de Codificação Legítima Útil), um clone digital de si mesmo, para ajudar o programa de Alan Bradley (Bruce Boxleitner), Tron, a trabalhar na Grade, que irá conter o mundo digital dentro do ENCOM 511, o supercomputador da corporação ENCOM. Dentro desse mundo digital surgem novos tipos de seres, conhecidos como ISOs, algoritmos isomórficos. CLU vê os ISOs como uma imperfeição e planeja destrui-los, enquanto Flynn e Tron acreditam que eles sejam o próximo estágio da evolução digital. CLU se volta contra Flynn e reformata Tron, agora um impiedoso soldado chamado Rinzler. Kevin fica novamente preso no mundo virtual.
CLU descobre que Flynn criou uma forma dos programas da Grade poderem se materializar no mundo real e começa a persegui-lo para obter o disco com esses dados, que o permitiriam sair do computador e subjugar os humanos. Para manter o disco a salvo do programa, Flynn se esconde em uma parte do mundo virtual que fica além da Grade. CLU extermina toda a população de ISOs, com exceção de Quorra (Olivia Wilde), que passa a viver no esconderijo de Flynn como sua discípula. CLU, ainda seguindo sua diretriz mais importante, que é a de criar um mundo sem imperfeições, reformata programas e cria um forte exército, além de instituir os Jogos da Grade, competições realizadas na Arena em que participam programas dissidentes capturados por sentinelas.
Após passar 20 anos (equivalente a 100 ciclos no mundo virtual) procurando o seu próprio criador, CLU decide enviar uma mensagem ao pager de Alan vinda do abandonado Flynn's, fliperama criado por Kevin, com a esperança de que ele decida investigar e possa ser digitalizado para ser usado por CLU como refém a fim de forçar Flynn a entregar-lhe o disco. Porém, é o filho de 27 anos de Flynn, Sam (Garrett Hedlund), que decide investigar e é trazido para o mundo virtual. Sam é capturado por sentinelas e enviado para os Jogos da Grade. Após participar da Guerra de Discos, é desafiado por CLU a participar de uma batalha de motos de luz. Quando quase derrotado, Sam é resgatado das forças de CLU por Quorra, que o leva até o esconderijo de seu pai, onde Sam finalmente o reencontra.
Juntos, Sam, Quorra e Kevin planejam fugir para o mundo real antes que o portal entre os dois mundos se feche, já que Flynn o programou para só poder ser aberto pelo lado de fora e, após algumas horas, se fechar. Contudo, Flynn logo abandona a ideia, considerando-a arriscada demais. Em seu caminho estão não apenas CLU e Rinzler, como também Castor (Michael Sheen), dono do clube Fim da Linha ("End of Line"), que planeja entregar o trio a CLU em troca da Grade, já que sabe que o mesmo pretende ter o domínio do mundo real e não mais o virtual. Não sabendo das reais intenções de Castor e o tendo como um velho amigo, Quorra sugere a Sam que vá atrás dele em busca de respostas. Castor trai Sam e obriga Kevin a aparecer na Grade para resgatar o filho, ação que resulta na perda do disco de memória de Flynn para um dos guardas, com Quorra sendo gravemente ferida em seu braço por um dos soldados negros. CLU descobre todos os detalhes para conseguir atravessar o portal e trai Castor. Durante a fuga para o portal em um solar sailer (uma aeronave de carga) e a reparação do braço de Quorra, Sam acaba descobrindo que ela é uma ISO, a única sobrevivente de seu povo.
A aeronave os leva aonde o exército de CLU está se preparando para invadir o mundo real e eles acabam conseguindo recuperar o disco. Escapam e, usando uma nave de luz, sobrevoam o Mar da Simulação em direção ao portal, mas são interceptados por CLU e Rinzler, ocorrendo uma batalha aérea. Tron retoma sua verdadeira diretriz de programação - "Lutar pelos usuários" -, impedindo CLU de abater a nave de Flynn, mas fica inconsciente após CLU o atacar e submerge no Mar da Simulação. Os três chegam ao local onde está o portal, mas CLU aparece e se põe no meio do caminho, fazendo com que Flynn se sacrifique para que Sam e Quorra possam sair do mundo digital. Já de volta ao arcade no mundo real, Sam encontra-se com Alan e diz que retomará a ENCOM (já que ele possui a maior porcentagem das ações da empresa) e o nomeará vice-presidente. Ao fim do filme, Sam e Quorra passeiam em uma moto Ducati e contemplam o nascer do Sol, a maior curiosidade da ISO.

## Elenco

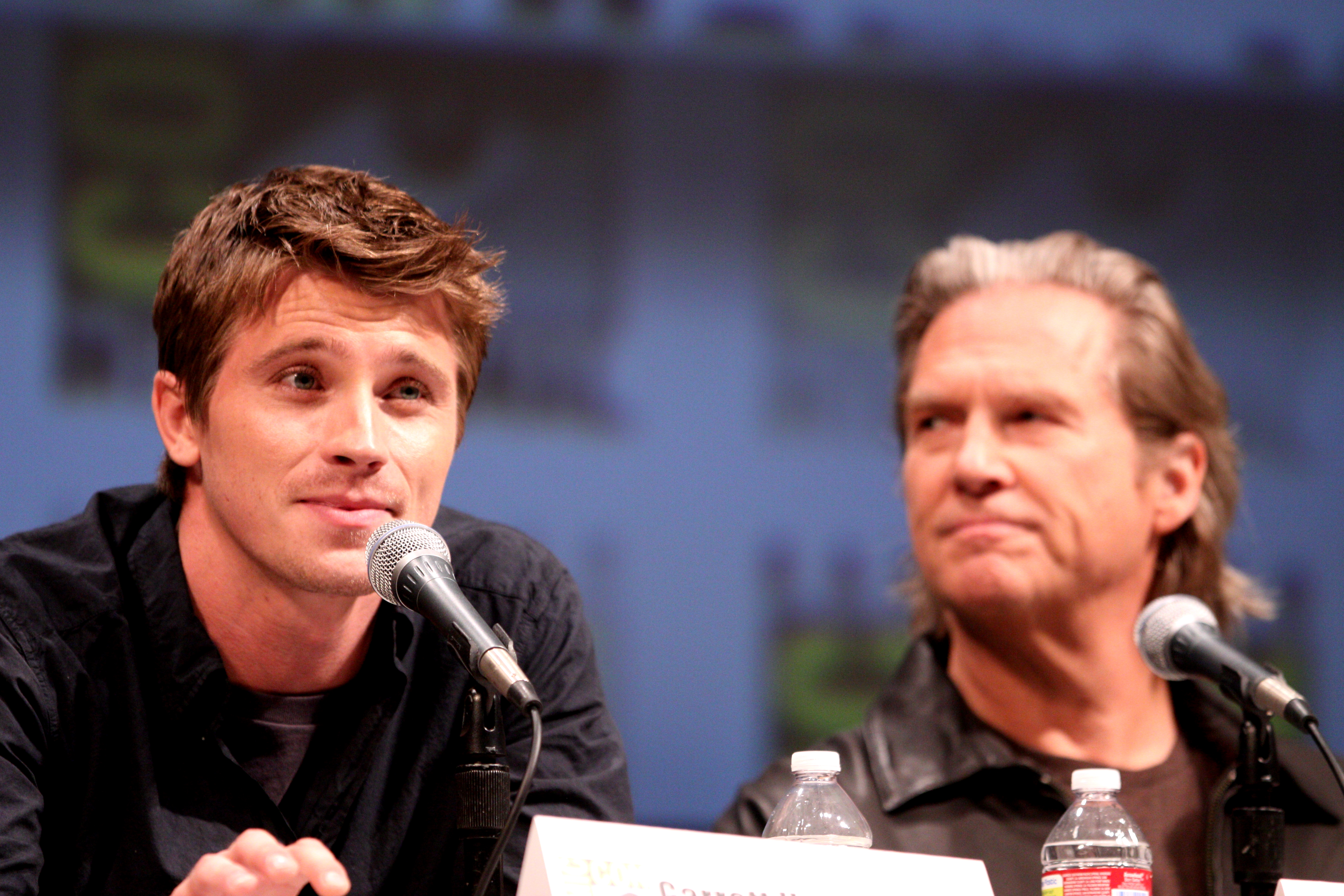
Os atores Garrett Hedlund e Jeff Bridges na Comic-Con 2010

- Garrett Hedlund como Samuel "Sam" Flynn, herdeiro da ENCOM que, enquanto investigando o desaparecimento de seu pai, é transportado para a Grade.[20] O ator venceu um "processo de formação de elenco darwiniano" que testou centenas de atores, tendo sido escolhido por ter uma "combinação única de inteligência, desenvoltura, humor, aparência e físico" que os produtores estavam procurando para o filho de Kevin Flynn. O ator treinou bastante para fazer suas cenas de ação através de exercícios como pular sobre carros e cansativas horas de treino em wire fu, estilo de luta especialmente criado para cenas de ação. Sam, quando criança, é interpretado por Owen Best.[21]
- Jeff Bridges como Kevin Flynn, antigo CEO da ENCOM Internacional e criador do popular jogo de arcade Tron, feito com base em suas próprias explorações e descobertas na realidade virtual desenvolvida pela empresa. Flynn desapareceu em 1989 enquanto procurava por "uma fronteira digital que irá remodelar a condição humana".[22]
  - Bridges também interpreta CLU (Codificação Legítima Útil), uma encarnação mais avançada do programa de computação de Flynn projetada como uma "replicação exata de si mesmo" dentro da Grade. Bridges atua como o personagem via maquiagem digital e dublagem, enquanto que John Reardon interpreta CLU fisicamente.[23]
- Olivia Wilde como Quorra, um "algoritmo isomórfico" que é uma habilidosa guerreira e confidente de Kevin Flynn na Grade. Flynn refere-se a ela como "aprendiz" e a ensinou diversas coisas sobre o mundo real, o qual ela sente muita vontade de conhecer. Ela possuí uma paixão por literatura humana, sobretudo por Julio Verne, e gosta da descrição do nascer do Sol. Quorra joga go com Flynn e diz que mesmo seu estilo mais agressivo é superado pela paciência dele.[24] Olivia Wilde descreve sua personagem como muito semelhante a Joana d'Arc.[25][26][27] Seu corte de cabelo foi influenciado pela cantora Karen O.[27] A atriz acrescentou que embora "[Quorra] pudesse ter sido somente outra sensual, astuta sedutora", foi importante para ela agradar tanto homens quanto mulheres, e que a personagem tentou evitar a típica abordagem feminina ao possuir uma ingenuidade e caráter infantil adequados para um "organismo evolutivo e em aprendizado".[28] As cenas de ação da personagem levaram Wilde a malhar e treinar artes marciais.[21]
- Bruce Boxleitner como Alan Bradley, um conselheiro da ENCOM e amigo próximo de Kevin Flynn que, após receber uma enigmática mensagem proveniente do antigo e abandonado Fliperama do Flynn, encoraja Sam a investigar sua origem. Alan também foi o tutor do jovem Sam, após o desaparecimento de seu amigo.[29]
  - Boxleitner também interpretou Tron, que recebeu o nome Rinzler após ser convertido por CLU. Tron é um programa de segurança originalmente desenvolvido por Bradley para monitorar o Programa Master Control da ENCOM e depois redesignado por Flynn para defender a Grade. Após ter sido reprogramado por CLU, passou a usar uma máscara e a carregar um disco de identidade que se divide em dois. O ator recebeu quase que o mesmo tratamento que rejuvenesceu Jeff Bridges. Rinzler é interpretado fisicamente pelo dublê Anis Cheurfa, com suas falas tendo a voz de Boxleitner.[30][31] Rinzler é um nome dado devido ao autor e editor executivo J.W. Rinzler.[32]
- Michael Sheen como Castor/Zuze, um extravagante programa que gerencia o clube Fim da Linha, no topo da maior torre no sistema.[33] Sheen descreve sua performance como contendo elementos artísticos tais quais os de David Bowie, Joel Grey do musical Cabaret, e um pouco de Frank-N-Furter do The Rocky Horror Show. O ator também revelou ter ficado muito animado quando soube que poderia fazer parte da sequência de um de seus filmes favoritos quando garoto.[34][35]
- James Frain como Jarvis, um programa administrativo que serve como braço-direito de CLU e chefe de inteligência da Grade. Frain teve de raspar sua cabeça, embranquecer suas sobrancelhas e usar maquiagem. A refração no capacete de Jarvis fez Frain atuar com os olhos "levemente fechados e um cego andar", o que o ator sentiu ser útil para fazê-lo entrar no personagem. Ele descreveu Jarvis como "um divertido, cômico personagem que é um pouco peculiar", considerando ele "mais humano, em relação a ser falho e absurdo", ao compará-lo com Castor (Zuze).[36]
- Beau Garrett como Gem, uma das quatro Sirens, que são programas femininos que equipam combatentes com discos ou armaduras de batalha para os jogos da Grade e outras competições. Possuem um vestuário inteiramente branco e costumam ser bem diretas. Gem é aliada de Castor e leva Sam Flynn para conhecê-lo.[37][38]
- Yaya DaCosta, Serinda Swan e Elizabeth Mathis aparecem como Sirens ao lado de Gem.[39]
- Daft Punk como dois programas de MP3, DJs do clube Fim da Linha. A banda foi responsável por fazer a trilha sonora do filme.[40]
- Cillian Murphy como Edward Dillinger Jr., filho do antigo executivo sênior da ENCOM e vilão principal de Tron, Edward Dillinger, interpretado por David Warner. É o chefe de design de software da empresa e aparenta ser um grande apoiador da diretoria sem Kevin Flynn. É visto durante uma reunião de acionistas no começo do filme.[41]
- Jeffrey Nording como Richard Mackey, o líder da mesa executiva da empresa.[42]
- Steven Lisberger, criador de Tron, faz uma aparição como Shaddix, atendente no clube Fim da Linha.[43]

## Temas

Joana d'Arc, inspiração de Quorra, personagem de Wilde

Tron: O Legado possui muitas referências a temas religiosos, especialmente àqueles relacionados ao cristianismo e ao budismo. A personagem de Olivia Wilde, Quorra, foi influenciada pela figura histórica Joana d'Arc. Wilde procurou inspirar-se nela seis meses antes da produção do filme começar. A atriz e Joseph Kosinski, diretor do filme, colaboraram com os roteiristas na edição da personagem, assim Quorra conteria características da importante personagem histórica.Wilde pontuou as características dela: "Ela é essa guerreira improvável, muito forte, mas compassiva e completamente guiada pelo altruísmo. E também, ela pensa estar em contato com um poder maior e ter um pé em outro mundo. Todos esses foram elementos de Quorra". Já que ela representa o conceito da androginia, produtores conceberam a personagem de uma perspectiva andrógina, notavelmente a dando um corte de cabelo curto.
Jeff Bridges opinou que Tron: O Legado evocava um mito moderno, dizendo que ideias que aludem ao avanço tecnológico prevaleceram por todo o filme. Para Cyriaque Lamar, do site io9, a abordagem tecnológica do filme lembra o Koan. "Uma das coisas que me trouxeram para este filme", afirma Bridges, "foi a ideia de ajudar a criar um mito da atualidade para nos ajudar a navegar por essas águas tecnológicas [...]. Eu gosto de gratificação imediata como todo mundo, mas isso acontece tão rápido que se você fizer uma decisão repentina, você pode seguir por um longo caminho errado. Pense naquelas garrafas plásticas de água de uso único. De onde vieram? Quem decidiu aquilo? Você pode dar um par de goles na água [...] e aquelas garrafas não desintegram completamente. Animais microscópicos comem o plástico, e os peixes os comem, e estamos todos conectados. Temos uma situação finita aqui".
De acordo com o roteirista Adam Horowitz, Joseph Kosinski declarou que o tema geral do filme era "encontrar uma conexão humana em um mundo digital". Eles seguiram esse conceito "abordando o mundo da perspectiva do personagem, usando Kevin Flynn como um princípio organizacional e focando no relacionamento emocional de pai e filho e sua reconciliação, o que traz profundas mudanças em suas respectivas vidas individuais".

## Produção

### Plano de fundo
Steven Lisberger, criador do primeiro filme, mudou-se de Boston, Massachusetts, para Philadelphia, Pensilvânia, na década de 70 em busca de uma carreira em animação digital. Já que o campo de animação digital estava completamente concentrado em Los Angeles, Lisberger tinha bem pouca competição atuante na Costa Leste: "Ninguém até então fazia coisas de Hollywood, portanto não havia competição e ninguém nos dizendo que não podíamos fazê-las". Ele então produziu o filme de ficção científica Tron para a Walt Disney Company, o primeiro longa-metragem baseado em animação por computador. Embora o filme tenha recebido algum elogio crítico, ele gerou vendas modestas nas bilheterias, com o acumulativo de receita bruta norte americano sendo de $33 milhões. O produtor Sean Bailey, que viu o filme com seu pai e Lisberger, foi cativado pelo produto finalizado. Mesmo que Tron tenha tido um desempenho abaixo das expectativas da Disney, ele mais tarde desenvolveu um seguimento cult, que produziu muita especulação sobre o alegado interesse da Pixar em criar uma sequência em 1999. Rumores de uma sequência do filme foram ainda mais alavancados depois de 2003, com o lançamento do jogo de tiro em primeira pessoa Tron 2.0. Lisberger indicou que uma terceira parte poderia vir a ser feita, dependendo do sucesso comercial do jogo.

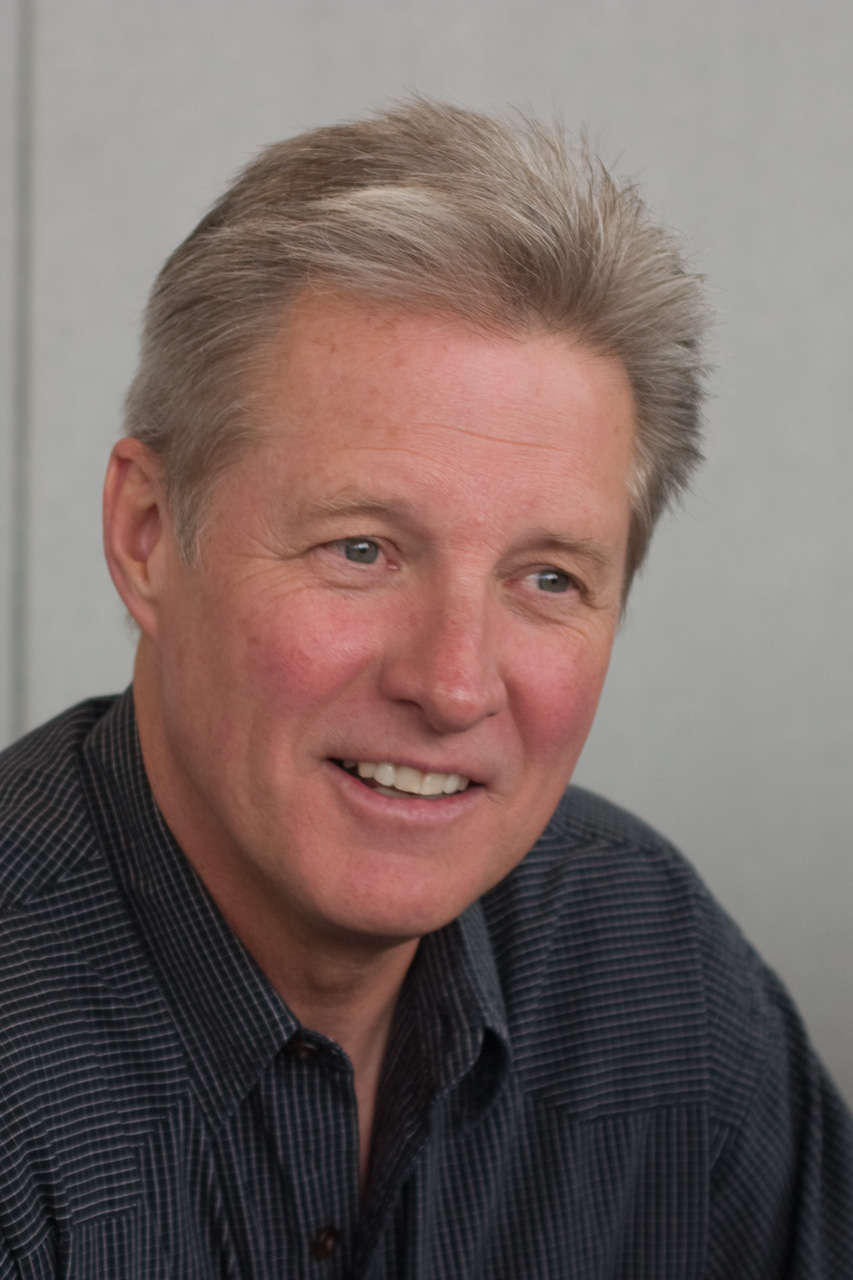
Bruce Boxleitner, Tron no filme original, reprisa seu papel utilizando maquiagem digital

### Roteiro
"Para nós, foi como se estivéssemos indo rever esse filme e tentar levá-lo a diante, nós éramos as crianças de Tron. Nós crescemos com ele. Ele nos influenciou. Ele realmente ajudou a nos formar e a nos deixar excitados sobre as possibilidades da tecnologia, filmes e todas essas coisas. É uma das razões de nós estarmos fazendo o que estamos - então, dessa maneira, é como podemos abordar esse filme de modo que, como roteiristas, nós mesmos temos um ponto de entrada emocional."

- Adam Horowitz
Logo após contratar Kosinski, Bailey abordou a dupla de roteiristas Adam Horowitz e Edward Kitsis, que aceitaram fazer parte do projeto por terem se autodescrevido "obcecados por Tron". Horowitz depois declarou que o desafio era "homenagear o primeiro filme, continuar a história, expandi-la e levá-la para um outro lugar e abrir espaço para novos fãs", e Kitsis alegou que o filme começaria uma mitologia completamente nova "na qual estamos apenas arranhando a superfície". Hrowitz e Kitsis primeiro criaram o esboço da história, desenvolvendo e enriquecendo o roteiro com Bailey e Kosinski durante um período de dois dias, passados em La Quinta, Califórnia. Os escritores também consultaram Lisberger para ver o que pensava o criador de Tron. Lisberger deu seu amém, especialmente por ter um filho da mesma idade de Sam, no que Kitsis afirmou: "Foi como se nós tivéssemos esbarrado em algo que ele estava sentindo sem nem perceber". O time da Pixar contribuiu com reescritas para tomadas adicionais após ter sido mostrado um corte sem detalhamento do filme em março de 2010, o que ajudou especialmente no desenvolvimento da história de Sam.
A dupla de roteiristas citou O Mágico de Oz como uma fonte de influência temática para Tron: O Legado na escrita do enredo, com Kitsis declarando que "ambos possuem um DNA muito parecido, no qual Tron realmente vive, de várias maneiras, tentando chegar em casa. Você é colocado nesse mundo e você quer ir para casa e o que é casa? Isso, de várias maneiras, nos inspirou." Kitsis também disse que eles tiveram de incluir uma "espinha emocional para nos levar para dentro da história ou então ela se torna somente um monte de mudanças ou piadas e assim vai", eventualmente decidindo adicionar um destino misterioso para Flynn e o fazer ter uma aura lendária - "Para nós, Kevin Flynn era Steve Jobs e Bill Gates, tudo em um só, e John Lennon". Os roteiristas decidiram criar o personagem CLU como uma representação perversa do "como você olha para trás para seu eu mais novo, (...) aquele rapaz [que] pensava conhecer tudo, mas na verdade ele não conhecia nada". Bridges gostou da ideia das perspectivas dualistas e contribuiu com os escritores para a caracterização de Flynn como um mestre zen, sugerindo que eles pegassem inspiração em diversos textos budistas. Parte dos conceitos emergiram de uma reunião que os produtores tiveram com cientistas do Instituto de Tecnologia da Califórnia e o JPL para discutir conceitos como algoritmos isomórficos e a digitalização de matéria orgânica.
Horowitz revelou que o filme conteria muitas batalhas de moto de luz, constatando que o enredo para as cenas era "incrivelmente detalhado" e envolvia um intrínseco processo de colaboração. Para a guerra de discos, Horowitz e Kitsis escreveram um pequeno esboço da cena e enviaram-no para Kosinski; ele resumiu sua perspectiva sobre os efeitos visuais da cena para eles. "Ele descreveu elas [as guerras de disco] como plataformas ocultas que iriam então se combinar, e o modo que você iria de rodada a rodada no jogo era derrotando um oponente, elas meio que coincidem com o que vocês veem no filme", disse Horowitz. Depois de dar seu ponto de vista, Kosinski enviou vários rascunhos da cena para os escritores e revisava o roteiro frequentemente. Kitsis pensou que ilustrar as histórias do protagonista foi a mais difícil tarefa ao escrever Tron: O Legado. Os roteiristas colaboraram com o processo criativo por toda a produção, o que foi útil, especialmente considerando as dificuldades de descrever de modo tangível um mundo digital que "em sua natureza específica, vai contra as convenções básicas de roteirizar".

### Concepção
Planos para criar Tron: O Legado começaram a se materializar em 2005, quando a Walt Disney Studios contratou os roteiristas Brian Klugman e Lee Sternthal para escreverem o filme. De acordo com o colunista Michael Fleming da Variety, Klugman e Sternthal sentiram "que o mundo superou o conceito original de Lisberger" Klugman disse sobre o filme antecedente: "Ele foi lembrado não somente pela história, mas também por um estilo visual que ninguém nunca tinha usado. Nós estamos tornando-o mais atual, pegando ideias que eram além da curva e aplicando-as no presente, e sentimos que o filme tem uma chance de ser acolhido por um público mais jovem".
Em 2007, a Disney começou a negociar com Joseph Kosinski para dirigir Tron: O Legado. Kosinski admitiu que na época não estava ansioso com a ideia, mas que ele começou a ficar conforme o tempo passava. Em dado momento, ele estava em uma reunião com Sean Bailey, presidente da Walt Disney Pictures. "A Disney possui a propriedade [de] Tron", Bailey declarou, "Você sabe disso? Você está interessado? Qual seria sua opinião? Em um mundo pós-Matrix, como você volta para o mundo de Tron?" Kosinski gostaria de se envolver na ambientação geral do filme e de não utilizar nem a Internet e nem alguma outra fórmula emulativa como modelo de concepção do filme; ele então pediu dinheiro emprestado a Bailey para criar um protótipo conceitual de um novo universo de Tron, que foi finalmente apresentado na San Diego Comic-Con de 2009. "Então, nós fomos para a Disney", Kosinski lembra, "e eu disse a eles: 'nós podemos falar disso o dia todo, mas para nos entendermos, eu preciso mostrar a vocês como esse mundo parece. Dê-me algum dinheiro e me deixe fazer um pequeno teste que dará a vocês uma ideia por alguns minutos e vejam o que vocês acham."
Tendo cursado a Escola de Arquitetura da Universidade de Columbia, Kosinski - com esse seu conhecimento prévio - foi fundamental na conceitualização do universo de Tron: O Legado. Sua abordagem ao cultivar um protótipo foi diferente da de outros diretores cinematográficos pois, de acordo com Kosinski, ela veio "de um ponto de vista do design"; "Alguns de meus diretores favoritos vieram de fora do negócio de filmes, então isso fez minha abordagem diferente da de outros diretores, mas um plano de fundo em design faz sentido para um filme como esse porque o mundo inteiro tem de ser feito a partir de um rascunho". Lisberger declararia depois que ele deixou a sequência para um time de produção diferente porque "depois de trinta anos eu não quero competir comigo mesmo" e, para demonstrar como a próxima geração trataria os temas contidos no filme original, "se eu trouxesse minha rede de trabalho pra esse [filme], seria um pouquinho como um daqueles filmes do Clint Eastwood onde todos os velhos vão para o espaço". Lisberger adicionou: "Eu gosto deste papel de ser o Obi-Wan ou o Yoda nesse filme mais do que ser o cara nas trincheiras", afirmando que, diferentemente de Kosinski, sua idade era um empecilho: "Eu não posso trabalhar dezesseis horas por dia olhando para vinte e cinco monitores na maior parte do tempo".

### Desenvolvimento
Na San Diego Comic-Con de 2008, um teaser preliminar (nomeado TR2N e dirigido por Joseph Kosinski) foi mostrado, para surpresa dos presentes na convenção. Ele apresentava um programa de traje amarelo perseguindo um programa de azul, ambos dirigindo motos de luz com cores correspondentes. No fim do teaser, aparece Jeff Bridges reprisando seu papel como Kevin Flynn, só que desta vez mais velho. Também é revelado o rosto do personagem com traje amarelo, que parece ser idêntico ao programa CLU (lembrando um Flynn mais novo, tal qual no filme original).

Logo inicial do filme apresentado na Comic-Con de 2008, ao fim de um teaser preliminar

Se o teaser não confirmou que uma sequência de Tron estava em produção, ele confirmou que a Disney falava sério em uma continuação. Em uma entrevista para a Syfy, Bridges revelou que era improvável o teste de filmagem aparecer no filme já acabado. No dia 23 de julho de 2009, a Disney revelou o título do filme na Comic-con. Bridges explicou que o título é uma referência ao tema da história: "É basicamente uma história sobre a procura de um filho por seu pai". Eles também mostraram um pequeno trailer, similar ao teaser anterior só que com melhores efeitos visuais. Na época, o filme só havia terminado a produção e tinha um ano de pós-produção pela frente. Visto que nenhuma cena de dentro do computador (na Grade) estava pronta, eles mostraram imagens conceituais da produção, e nelas estavam inclusos diversos elementos que haviam sido melhorados em relação ao último filme, como o recognizer - nave de patrulha da Grade. Também foram mostradas imagens da Guerra de Discos, igualmente aperfeiçoada em relação ao filme original, e da nova arena de combate, que seria mutável no decorrer de uma batalha, com 16 disputas ocorrendo simultaneamente e as "jaulas" onde os combatentes lutam se juntando até só haver uma, na qual se encaram os dois últimos sobreviventes.
As motos de luz retornaram, redesenhadas por Daniel Simon. Na conferência de imprensa da Comic-Con de 2008, apareceu um novo veículo chamado Light Runner (lit.  "corredor de luz"), uma versão de dois assentos da moto de luz. É considerado muito rápido e tem uma habilidade única: devido a suas rodas, é capaz de sair da Grade. Tivemos também uma rápida olhada na moto pessoal de Kevin Flynn, uma "moto de luz de segunda geração", projetada em 1989 por Flynn e ainda a "coisa mais rápida da Grade". Ela incorpora o visual dos dois filmes.
Um modelo em tamanho real da moto de luz foi colocado para amostra em uma barraca da Fan Expo 2009, ocorrida em Toronto, Ontario, junto da apresentação de material especial da produção. As mesmas imagens conceituais apresentadas na Comic-Con foram mostradas na sessão, junto de algumas gravações de teste dos artistas marciais, que mostraram um estilo mais atlético de Guerra de Discos. Um segmento do filme mostrou Sam Flynn entrando no fliperama de seu pai, agora deteriorado, jogando Tron em uma máquina arcade, percebendo uma passagem na parede atrás da máquina e entrando nela, que se fecha logo em seguida. A filmagem foi usada depois como parte do trailer lançado no dia 5 de março de 2010.
A personagem Yori e sua usuária, Dra. Lora Baines, não aparecem no filme, ainda que seja feita referência ao seu casamento com Alan Bradley. Os fãs fizeram um lobby para que a atriz Cindy Morgan aparecesse no filme, com ativas campanhas online como a "Yori Lives" (lit.  "Yori Vive") no Facebook, atos que nada tiveram a ver com Morgan. "Tudo o que eu sei é o que vejo online" disse Morgan. "Eu estou tão emocionada e tocada e animada com a reação dos fãs e sobre as pessoas falando do primeiro [filme] e como ele se relaciona com o segundo. Eu não posso dizer-lhe o quão bom sentimento eu sinto com isso. Isso significa tanto." Ninguém de Tron: O Legado tinha contatado Cindy Morgan e ela não falou diretamente com ninguém do elenco ou produção. Como Dra. Lora Baines, a atriz apareceu junto de Bruce Boxleitner (interpretando Alan Bradley) na conferência de imprensa da ENCOM em São Francisco no dia 2 de abril de 2010.

### Filmagem

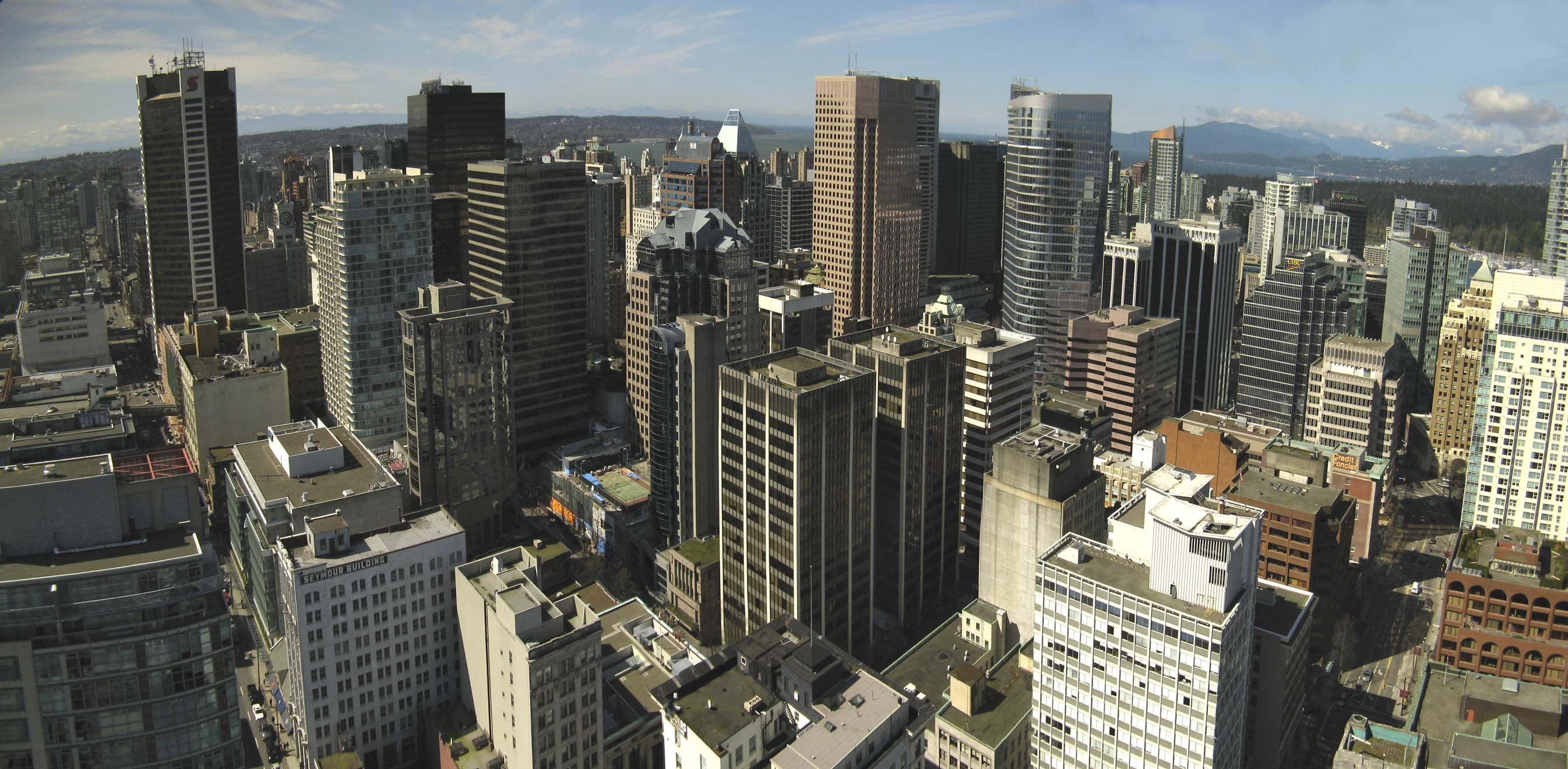
Vancouver, cidade onde foi feita a filmagem

A filmagem ocorreu em Vancouver, Colúmbia Britânica, no começo de 2009 e durou aproximadamente 67 dias. Muitos locais de gravação foram montados no centro de Vancouver (Downtown Vancouver) e seus arredores. O cenário de gravação do filme foi o Canadian Motion Picture Park studio (um centro de produção de filmes) em Burnaby, cidade adjacente que faz parte da Grande Vancouver. Kosinski dividiu e construiu algo entre doze e quinze sets de filmagem, incluindo o esconderijo de Flynn, uma criação que ele ilustrou em um guardanapo para um teste de efeitos visuais. "Eu queria construir o máximo possível. Era importante para mim que este mundo parecesse real e todo o momento que eu podia construir algo eu o fazia. Então eu contratei alguns caras com quem eu fui para a faculdade de arquitetura para trabalhar nos sets de filmagem para este filme e tenho esperança que as pessoas que assistirem ao filme sentirão haver certa fisicalidade nesse mundo que eu espero que as agrade, sabendo que arquitetos de verdade realmente colocam essas coisas todas juntas." O filme foi gravado em dual câmera 3, usando equipamentos Pace Fusion como os do Avatar de James Cameron, mas diferente das câmeras Sony F950 daquele filme, Tron: O Legado usou as F35. "O benefício [da F35] é que ela tem um sensor inteiro de 35mm que lhe dá aquele belo e superficial campo de profundidade cinemático", de acordo com Kosinski. As porções iniciais do filme foram gravadas em 2D, enquanto que quarenta minutos do filme foram melhorados para a qualidade IMAX. A Digital Domain foi contratada para trabalhar nos efeitos visuais, enquanto que companhias como a Prime Focus Group, DD Vancouver, e a Mr. X foram chamadas para colaborar na fase de pós-produção do filme, fase esta que só veio a terminar no dia 25 de novembro de 2010.
As sequências que se passam na Grade foram completamente gravadas em 3D, utilizando câmeras especialmente projetadas para tal e empregando um modo de fazer três dimensões que combinou outras técnicas de efeitos visuais. As sequências no mundo real foram filmadas em 2D e eventualmente alteradas utilizando elementos tridimensionais. O produtor Bailey declarou que foi um desafio filmar Tron: O Legado em 3D porque as câmeras eram maiores e pesadas, tendo-se que levar em conta muitas variações. Apesar dessas preocupações, ele opinou que havia uma "grande razão para ir aos cinemas, porque é uma experiência que você não consegue simplesmente recriar em um iPhone ou laptop". Em algumas sequências, a imagem mostra um fino padrão quadricular ou parece borrada em sua lateral. Isso não é algum tipo de interferência ou defeito de produção, mas indica que aquela cena é um flashback e simula uma forma de vídeo mais tecnologicamente antiga. Os dublês e as cenas perigosas foram coordenados pela 87Eleven, que também projetou e coordenou cenas para os filmes 300 e Watchmen. Olivia Wilde disse ter sido uma honra treinar com eles.

### Design
Em relação à definição de seu método para criar Tron: O Legado, Kosinski declarou que seu objetivo principal era de fazê-lo "parecer real", complementando que ele gostaria que o público sentisse que a filmagem, na verdade, ocorreu dentro do universo ficcional. Para isso, muitos sets físicos foram construídos, já que Kosinski "queria que os materiais fossem materiais de verdade: vidro, concreto e aço, para que ele [o filme] tivesse esse tipo de qualidade visceral." O diretor colaborou com pessoas que se especializaram em campos fora da indústria cinematográfica, como arquitetura e design automobilístico. Os visuais da Grade procuraram ser uma versão mais avançada do ciberespaço que Flynn visitara em Tron, que Lisberger descreveu como "um Galápagos visual que evoluiu por si mesmo." Como também foi colocado por Bailey, a Grade não teria qualquer influencia da Internet, visto que se tornou offline do mundo real na década de 80 e "cresceu em seu próprio servidor em algo poderoso e único." Kosinski acrescentou que à medida que o sistema ficava mais realista, tentar-se-ia torná-lo mais próximo do mundo real com efeitos no ambiente, como chuva e vento, com o designer de produção, Darren Gilford, declarando que haveria uma justaposição entre a variedade de texturas e cores na introdução que se passa no mundo real em contraste com as "superfícies e linhas limpas" da Grade. O time de design considerou que as luzes eram uma parte importante da aparência de Tron, especialmente por se passar em um mundo sombrio, descrito pelo diretor de efeitos de arte, Ben Procter, como "escuras silhuetas de objetos pingando em uma atmosfera com nuvens ao centro, em um tipo de pintura de paisagem japonesa" e no qual "a auto-iluminação dos objetos é a principal fonte de luz." Por isso, iluminação foi espalhada por todos os objetos de cenário no set, incluindo todo o piso do esconderijo de Flynn. Lisberger disse que enquanto a película original "refletia como era o ciberespaço", a sequência "seria como um dia moderno, como uma melhora contemporânea em relação à quantidade de resolução, à texturização, ao sentimento, ao estilo", dizendo ainda que "ele [o filme] não tem mais aquela vibe de mundo do Pong".
Os vestuários em colante utilizados pelos atores foram aproveitados a partir das roupas vestidas pelo elenco do filme original. Kosinski acreditava que as roupas poderiam ser feitas para serem práticas, devido à natureza computacional do filme e ao auto custo de iluminar fisicamente as roupas. Christine Bieselin Clark trabalhou com Michael Wilkinson no projeto das roupas iluminadas, que usaram lâmpadas eletroluminescentes feitas a partir de um polímero flexível e apresentavam padrões hexagonais. As luzes passavam pela vestimenta através de Light Tape (uma fita composta de laminação Honeywell e fósforos Sylvania). Para produzir uma cor, um filme de vinil transparente da 3M era aplicado no fósforo antes da laminação. Enquanto a maioria das roupas eram feitas de espuma de látex, outras eram de derivados de elastano, que foi borrifado com borracha de balão, dando por fim a ilusão de um formato bem definido e consistente. Os corpos dos atores tiveram de ficar comprimidos para compensar a grande quantidade de eletrônicos. Além disso, Clark e Wilkison projetaram mais de 140 fantasias utilizadas por figurantes. Os dois procuraram inspiração em vários designers de moda e calçados para fazerem as fantasias. Na parte de trás da vestimenta fica um disco iluminado formado por 134 luzes de LED. Ele era preso à fantasia por um ímã. Todas as roupas tiveram de ser costuradas de modo que as costuras não aparecessem, visto que a equipe de design pensou que em um ambiente virtual as roupas só se materializavam, sem a necessidade de botões, zíperes ou abotoaduras. De acordo com Neville Page, o designer dos capacetes, "Os departamentos de arte comunicaram-se muito bem entre si para realizar a visão de Joe [Joseph Kosinski]. Olharíamos sobre os ombros um do outro em busca de inspiração. O desenvolvimento das fantasias veio da tentativa de desenvolver a linguagem da forma que ela veio de dentro do filme."
A maioria das roupas foram projetadas utilizando ZBrush. O corpo de um ator era escaneado, depois encoberto para descobrir a localização da espuma de látex, tecidos etc. Através de um Controle Numérico Computadorizado para trabalhar látex denso, uma escala reduzida era criada para descobrir os mais perfeitos detalhes antes de começar a construção da fantasia. Ao fazer o download do escaneamento do corpo do participante, as ilustrações prontas eram sobrepostas para providenciar como resultado um elemento que pudesse ser produzido. Descrevendo o processo de CNC, Chris Lavery do site Clothes on Film percebeu que ele possuía uma tendência de produzir bolhas e estrias. Christine Clark declarou: "O [...] traje é completamente feito de uma combinações de redes hexágonais que nós também imprimíamos e fazíamos o tecido a partir de arquivos 3D. Ele iria para forma dura; ele iria para dentro do molde que tinha matriz em silicone. Colocaríamos eles juntos e depois injetaríamos látex no espaço negativo. O arreio de arame seria embebido no molde e produziria um torso. Nós pintávamos ele e lá estava pronto seu traje."

### Som e efeitos especiais
Os sons de plateia da arena de jogos foram gravados na Comic-Con de 2010. Durante um dos painéis de Tron: O Legado, o público foi instruído, através de uma grande tela de vídeo, a fazer sons de torcida, repetir frases e a bater os pés, igual normalmente ocorre nos estádios. Enquanto o público fazia os efeitos, técnicos da Skywalker Sound gravavam o ocorrido.
Demorou dois anos e dez companhias para criar as 1.565 cenas com efeitos especiais colocados no filme. A maioria delas foi feita pela Digital Domain, que criou 832 efeitos sob a supervisão de Eric Barba. O time de produção misturou várias técnicas de efeitos especiais, como Chroma key e CGI, para ter maior liberdade criativa. Igual a Tron, essa abordagem foi vista como uma ampliação na fronteira tecnológica atual. "Eu estava indo mais pelo instinto do que pela experiência.", disse Kosinski. Embora ele já tenha anteriormente utilizado tecnologia na produção de propagandas, esta era a primeira vez que ele a usou em grande escala. Darren Gilford foi posto como designer de produção, enquanto David Levy foi contratado como um artista conceitual. Levy traduziu as ideia de Kosinski em desenhos e outros projetos visuais. "A visão de Joe evoluiu o visual do primeiro filme", ele declarou. "Ele queria que a Grade parecesse a realidade, mas com uma reviravolta." Um número estimado de 20 a 25 artistas do departamento de artes desenvolveu conceitos do universo de Tron: O Legado, que variavam de lugares reais para alguns completamente digitais. Gilford sugeriu que havia de 60 a 70 cenários no filme, divididos em 15 sets completamente construídos com diferentes níveis de ambientação criada por computadores.
Ao invés de utilizar técnicas de maquiagem como aquelas usadas em Uma Mente Brilhante para dar a Jeff Bridges uma aparência mais jovem, o personagem CLU foi completamente gerado por computador. Para mostrar que essa versão foi criada algum tempo depois dos eventos do filme original, os artistas de efeitos visuais basearam-se na aparência de Bridges no filme Against All Odds, lançado dois anos após Tron, em 1984. O time de efeitos visuais contratou o maquiador de efeitos Rick Baker para construir um molde à imagem da cabeça do Bridges mais jovem para servir de base para o posterior trabalho em CGI. Mas eles logo descartaram o projeto, pois desejavam outro mais jovial. Não havia tempo para fazer outro molde, então o time fez um digitalmente. No set, primeiro Bridges atuaria, sendo seguido pelo dublê John Reardon, que imitaria suas ações. A cabeça de Reardon foi substituída na pós-produção pela versão digital do jovem Jeff Bridges. Eric Barba, que esteve envolvido em uma experiência semelhante no filme The Curious Case of Benjamin Button, disse que eles utilizaram quatro microcâmeras com sensores infravermelhos para capturar todos os 134 pontos no rosto de Bridges que seriam a base dos movimentos faciais, um processo similar ao usado em Avatar. Demorou mais de dois anos para não somente criar a semelhança de CLU, mas também os movimentos do personagem, como os dos músculos. Bridges disse que foi uma experiência surreal, declarando ser "igual o primeiro Tron, mas de verdade!"

### Música

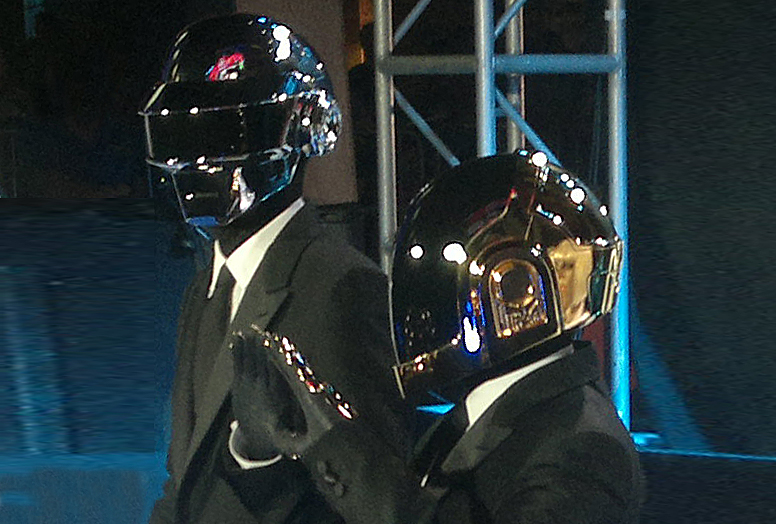
Para a trilha sonora, Daft Punk foi além da música eletrônica e incorporou elementos orquestrais

A trilha sonora é composta pela dupla francesa Daft Punk - que inclusive faz aparição em uma das cenas do filme - e harmonizada pelo maestro americano Joseph Trapanese com uma orquestra de 85 músicos. Jason Bentley foi o supervisor de músicas do filme. Um fã de música eletrônica, Joseph Kosinski declarou que "ao invés de ir com um tradicional compositor de filmes, eu preferia tentar algo fresco e inovador", adicionando que "havia um monte de interesse de diferentes bandas eletrônicas que eu sigo de trabalhar no filme", mas ele eventualmente acabou escolhendo Daft Punk. Kosinski decidiu não replicar a trilha sonora de Tron, composta por Wendy Carlos. Ele também disse que sabia que a banda era "mais do que só caras de música dance" por causa de outros projetos da dupla, como o filme Daft Punk's Electroma. O duo foi primeiramente contatado pelos produtores em 2007, quando Tron: O Legado estava nos estágios iniciais de produção. Visto que eles estava viajando em um tour naquele momento, os produtores não obtiveram sucesso na contratação do grupo. Eles foram novamente abordados por Kosinski, finalmente aceitando fazer parte do filme um ano depois. O diretor declarou que a dupla era uma grande fã do filme original e que seu encontro com eles "foi quase como se eles estivessem me entrevistando para terem certeza de que eu iria ser bom o suficiente para o legado de Tron."
A trilha começou a ser feita antes mesmo de a produção começar e representa um afastamento notável dos trabalhos anteriores da banda, que deu mais ênfase para elementos de orquestra ao invés de fazer somente o uso de sintetizadores. "Sintetizadores são um nível muito baixo de inteligência artificial", explicou Guy-Manuel de Homem-Christo, "enquanto que você tem um estradivário que viverá por mil anos. Nós sabíamos desde o começo que não havia jeito de nós irmos fazer a trilha desse filme [só] com dois sintetizadores e uma máquina de ritmos." "Derezzed" foi retirado do álbum e disponibilizado como um single à parte. O álbum foi lançado pela Walt Disney Records no dia 3 de dezembro de 2010 e vendeu 71 mil cópias em sua primeira semana nos Estados Unidos, alcançando a sexta colocação na Billboard 200 e eventualmente conseguindo uma certificação de ouro pela Recording Industry Association of America, indicando vendas de 500 mil copias ou mais. Um álbum de remixes da trilha sonora chamado Tron: Legacy Reconfigured foi lançado em 5 de abril de 2011, coincidindo com o lançamento do filme em DVD e Blu-ray.

## Marketing
No dia 21 de julho de 2009, muitos sites de notícias de filmes postaram que eles haviam recebido, por e-mail, um par de "moedas" do "Fliperama do Flynn" e um pen-drive. Seu conteúdo era um GIF animado que mostrava linhas de código CSS. Quatro delas eram colocadas juntas e parte do código era solucionado, revelando o endereço do site Flynnlives.com, um site fictício mantido por ativistas que acreditavam que Kevin Flynn estaria vivo, embora estivesse desaparecido desde 1989. Clicando em uma diminuta aranha na parte inferior do site, o usuário era levado a um relógio que mostrava uma contagem regressiva que viria a atingir o zero no dia 23 de julho de 2009, às 21:30 no PDT (Horário do Pacifico). Dentro da seção de termos de serviço da página, foi encontrado um endereço que está localizado em San Diego, Califórnia, perto de centro de convenções da cidade, onde a Comic-Con 2009 ocorreu e algumas imagens e informações da sequência foram lançadas. O Fliperama do Flynn foi reaberto naquele endereço, com várias máquinas arcade do Space Paranoids e uma variedade de jogos da década de 80. Uma moto de luz em tamanho real estava presente no evento.
Um outro site viral foi encontrado: homeoftron.com. Ele apresentava um pouco da história do Fliperama do Flynn, bem como uma seção de memórias dos fãs. No dia 19 de dezembro de 2009, um novo pôster foi revelado, bem como uma segunda foto de cena do filme. Banners promovendo a presença do longa-metragem na Comic-Con 2010 foram hasteados nas ruas próximas ao evento, com esse sendo o terceiro ano seguido que a franquia Tron esteve presente na convenção anual.
A Disney fez ainda parceria com a Coca-Cola e Norelco, marca americana de barbeadores, para Tron: O Legado. A subsidiária da Disney, Marvel Comics, fez estampas especiais de seus super-heróis em camisetas com temática Tron, e a Nokia teve trailers do filme pré-carregados em celulares Nokia N8, enquanto fazia promoção para o comparecimento na première do filme em Londres. Quando Sam pega uma lata da cerveja da Coors em uma cena da película, na verdade não estava fazendo nenhuma forma de marketing indireto, com a cerveja aparecendo porque Kosinski simplesmente "gostou da cor e pensou que aparecia bem em cena."

### Atrações

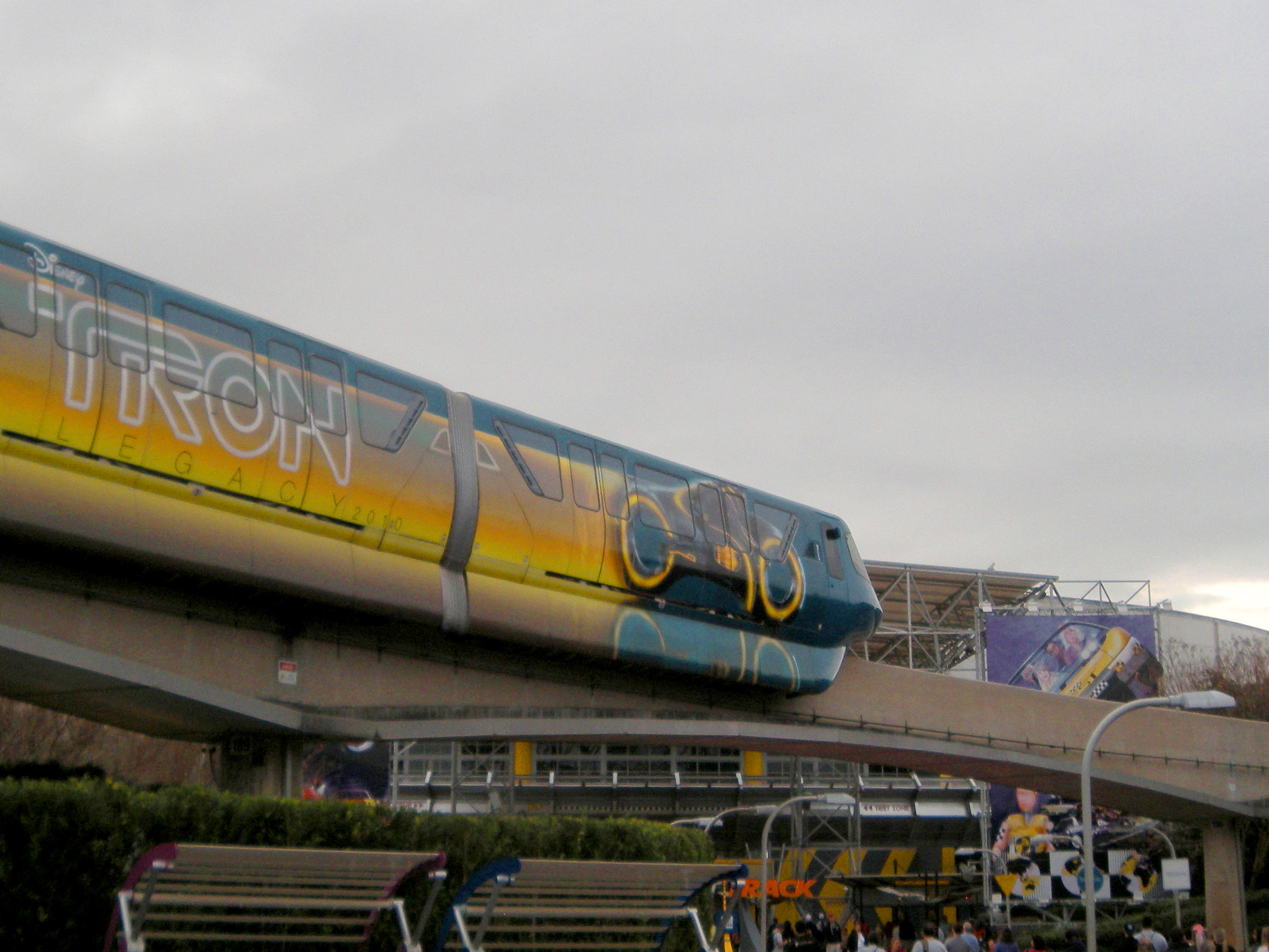
Monotrilho com a pintura de uma moto de luz passando por Epcot no Walt Disney World Resort

No Walt Disney World Resort na Florida, um trem de monotrilho foi decorado com uma arte especial que mostrava motos de luz com rastros coloridos, bem como o logotipo do filme. Esse monotrilho com a temática Tron, antigamente o chamado "Coral", foi renomeado para "Tronorail" e revelado em março de 2010. No Disney California Adventure, parte do Disneyland Resort na Califórnia, um evento noturno chamado "ElecTRONica" teve inicio no dia 8 de outubro de 2010 e foi programado para ter fim em maio de 2011, mas foi estendido até abril de 2012 devido à resposta positiva dos visitantes. Entre outras coisas, nesse evento encontrava-se uma recriação do Fliperama do Flynn e do clube Fim da Linha, além da apresentação de algumas cenas antes do lançamento do filme. Os ganhadores do America's Best Dance Crew (um programa de televisão no qual apresentam-se dançarinos), os Poreotics, se apresentavam caracterizados no ElecTRONica.
No dia 29 de outubro de 2010, o show noturno World of Color no Disney California Adventure Park foi aberto ao público depois de seu segundo show, com um encerramento apresentando a música "The Game Has Changed" (composta por Daft Punk para o filme) e usando novos efeitos, como projeções do filme em brinquedos do parque. Um evento especial do World of Color teve início no dia 1º de novembro de 2010, no qual havia várias atrações com o tema de Tron: O Legado. Em 12 de dezembro, o programa Extreme Makeover: Home Edition (sobre reconstrução de casas após desastres) fez um quarto com o tema baseado no filme para um jovem.
A Disney fez uma parceria com o Hotel de gelo de Jukkasjärvi, na Suécia, através de uma associação com os designers Ian Douglas-Jones, da I-N-D-J, e Ben Rousseau para criar "The Legacy of the River" (lit.  "O Legado do Rio"), uma suíte altamente tecnológica inspirada em Tron: O Legado. A suíte utilizava cabos eletroluminescentes para aproximar-se do estilo do filme, possuindo mais de 60 metros quadrados de um gelo de 100mm de espessura que pesava aproximadamente seis toneladas. 160 metros desse cabeamento eletroluminescente foi feito visível, prensado e colado com neve e água para criar complexas formas geométricas. Estimou-se que o hotel de gelo tenha recebido 60 mil visitantes para a temporada de inverno, que durou de dezembro de 2010 a abril de 2011. Em 19 de novembro de 2010, uma loja pop-up (de curta duração para vender o máximo possível de itens) do filme foi aberta no Royal-T Cafe, na Califórnia. A loja apresentava muitos produtos criados através de colaboração, como tie-ins do filme feitos por marcas como Oakley, Hurley e Adidas. O ambiente era decorado de forma temática e o café adjacente tinha um cardápio com pratos inspirados no filme. A loja ficou aberta até 23 de dezembro de 2010.

### Mercadorias
Produtos eletrônicos e linhas de brinquedos inspirados em Tron: O Legado foram lançados durante a primavera de 2010. Linhas de joias, calçados e vestuários também foram lançadas e, inclusive, a Disney veio a criar uma loja pop-up para vendê-las em Culver City, Califórnia. Controles customizados baseados no filme foram comercializados para Xbox 360, PlayStation 3 e Wii. Um romance gráfico tie-in chamado Tron: Betrayal foi publicado pela Disney Publishing Worldwide no dia 16 de novembro de 2010. A revista possui 11 páginas que recontam a história do filme de 1982 e mais uma nova trama que se passa entre o longa original e sua sequência. A IGN fez uma análise da história em quadrinhos e a considerou "aceitável", dando-lhe uma nota de 6.5 de 10.

## Lançamento
Em 28 de outubro de 2010, uma prévia de 23 minutos do filme foi apresentada em muitos cinemas IMAX pelo mundo. Os ingressos para esse evento esgotaram em uma hora no dia 8 de outubro. Além disso, todos os ingressos reservas para esse evento foram vendidos assim que a apresentação começou. Produtos originais do filme também ficaram disponíveis para venda. Anunciadas pela página oficial do filme no Facebook, entrevistas no tapete vermelho da estreia do longa foram transmitidas ao vivo pela Internet. Nos Estados Unidos e Reino Unido, Tron: O Legado foi lançado nos cinemas em 17 de dezembro de 2010. O filme estava originalmente previsto para ser lançado em 26 de dezembro, mas foi antecipado devido à alta demanda, tendo sido apresentado em IMAX 3D e Disney Digital 3-D. O longa-metragem também foi lançado em cinemas selecionados que apresentavam cadeiras feitas pela D-BOX, com tecnologia de movimento motion code, e em 50 cinemas com sistema de áudio Losono, criando um "som 3D".
No dia 10 de dezembro de 2010, em Toronto, Ontário, uma estreia especial foi realizada por George Stroumboulopoulos, organizada através do Twitter e aberta para as cem primeiras pessoas que aparecessem na CN Tower. Depois do término do filme, a torre ficou iluminada em azul, em referência à Grade. Em 13 de dezembro, em cidades selecionadas nos Estados Unidos, uma apresentação gratuita do filme completo ficou disponível para as pessoas que primeiro chegassem aos cinemas. Broches gratuitos do movimento "Flynn Lives" foram entregues aos participantes. O anúncio das sessões foi feito na página "Flynn Lives" no Facebook. Em 21 de janeiro de 2011, o designer alemão Michael Michalsky realizou a estreia do filme na Alemanha, que ocorreu em seu evento Stylenite - durante a Berlin Fashion Week.

Capa brasileira do DVD escolhida por fãs

### Formato doméstico
Tron: O Legado foi lançado pela Walt Disney Studios Home Entertainment em Blu-ray, DVD e download digital na América do Norte em 5 de abril de 2011. O longa-metragem ficou disponível em DVD com disco único, DVD com dois discos, um combo Blu-ray e um box set com quatro discos, contendo um Blu-ray 3D e um cópia digital. Um box set de cinco discos, contendo os dois filmes da franquia, também foi lançado. Outro, o The Ultimate Tron Experience, recebeu uma embalagem colecionável que se assemelhava a um disco de identidade. O download digital de Tron: O Legado está disponível em alta definição ou na definição padrão, incluindo versões com ou sem os extras digitais.
Uma prévia da serie de animação de dez episódios Tron: Uprising está disponível em todas as versões lançadas. O filme foi o segundo lançamento da Walt Disney Studios Home Entertainment que incluiu o Disney Second Screen, uma ferramenta disponível para computador ou iPad que possibilita o acesso a conteúdo adicional enquanto o usuário vê o filme. Quarenta minutos do filme foram gravados em proporção 2.35:1 e depois melhorados verticalmente para IMAX. Essas cenas são apresentadas em 1.78:1 de um modo semelhante ao lançamento em Blu-ray do The Dark Knight.
No Brasil, Tron: O Legado ficou disponível para ser alugado nas locadoras em DVD e Blu-ray no dia 18 de março de 2011, só sendo possível comprá-lo a partir do dia 18 de junho. Os fãs, através de uma votação no Facebook que ocorreu do dia 3 ao dia 21 de março, foram capazes de escolher a capa da edição nacional em Blu-ray do filme, contando com duas opções para escolha.

## Recepção

### Bilheteria
Logo após seu lançamento, vários analistas comerciais anteviram que Tron: O Legado iria gerar uma receita bruta de 40-50 milhões de dólares durante seu final de semana de estreia, número que o comentarista Ben Fritz, do Los Angeles Times, disse que seria "aceitável, mas não espetacular." Embora o estúdio esperasse atrair uma ampla audiência, o filme atraia principalmente os homens: "As mulheres pareciam estar mais hesitantes sobre a sequência de ficção científica", acrescentou Fritz. Escrevendo para o Box Office Mojo, Brandon Gray atribuiu a previsão do pré-lançamento a "expectativas injustificáveis do filme vindas de fanboys", visto que o filme de 1982 foi considerado um sucesso de bilheteria quando lançado, com uma comunidade de fãs que formou um nicho. O filme foi o mais lucrativo do mês, com outros filmes, excetuando-se o segundo colocado As Crônicas de Nárnia: A Viagem do Peregrino da Alvorada que começou com US$ 24 milhões, arrecadando bem menos.
Na América do Norte, o filme arrecadou US$43,6 milhões durante seu final de semana de estreia. No seu primeiro dia, o longa arrecadou US$17,6 milhões, incluindo US$3,6 milhões durante apresentações à meia-noite que ocorreram em 2 mil cinemas, 29% deles com tela IMAX, e chegou ao topo da lista para aquele fim de semana, na frente de Yogi Bear e How Do You Know. Tron: O Legado gerou uma receita bruta de US$68 milhões durante sua primeira semana, passando da marca dos US$100 milhões no seu 12º dia de lançamento. A película não arrecadou muito durante o fim de semana de natal devido a uma forte nevasca ocorrida nos Estados Unidos. Em 27 dias, o filme passava dos US$ 290 milhões.
Fora da América do Norte, a sequência arrecadou US$23 milhões no final de semana de estreia, gerando em média US$6 mil por cinema. De acordo com a Disney, 65% da arrecadação estrangeira foi originária de 5 mercados chave: Japão, Austrália, Brasil, Reino Unido e Espanha. O filme se saiu melhor no Japão, onde arrecadou US$4,7 milhões de 350 cinemas. Ao fim de sua exibição nos cinemas, depois de cerca de dois meses, o filme arrecadou US$400.062.763 mundialmente; US$172.062.763 na América do Norte e US$228 milhões nos outros países.
No Brasil, o filme arrecadou US$1,9 milhão de 440 cinemas em sua estreia e um total de R$3 milhões em seu primeiro fim de semana. Em seu segundo final de semana, o filme manteve-se na liderança da bilheteria, conseguindo R$1,68 milhão. Contudo, em sua terceira semana, o filme perdeu a primeira posição para De Pernas pro Ar, que arrecadou R$ 2,2 milhões.

### Crítica
Em seu lançamento, o filme recebeu críticas mistas que elogiaram os efeitos visuais, o design de produção e a trilha sonora, mas desaprovaram o desenvolvimento dos personagens, performance do elenco e a história. O site Rotten Tomatoes, agregador de críticas, relatou que 51% dos comentaristas fizeram críticas positivas ao filme, baseado em 231 críticas. Alcançando uma nota de 5.9/10, o consenso do site foi: "Tron: O Legado gaba-se de seus visuais estonteantes, mas seus personagens humanos e história ficam perdidos no meio de seu design de produção de ponta." No Metacritic, que emite uma nota entre 0 e 100 ao levar em conta comentários de críticos mainstream, a película alcançou uma classificação média de 49, baseando-se em 40 críticas.
Os efeitos visuais foram citados como o destaque central do filme. Na sua crítica de 3 estrelas, Roger Ebert do Chicago Sun-Times sentiu que o ambiente era artisticamente belo e que sua trilha sonora mostrou uma "força eletrônica" que complementou os visuais. O colunista Peter Travers da revista Rolling Stone ecoou esses sentimentos, concluindo que os efeitos eram do "calibre de prêmio". J. Hoberman do The Village Voice notou que enquanto foi extensivamente melhorado, Tron: O Legado reteve os visuais simplificados que foram vistos em seu antecessor. Para o The New York Post, Kyle Smith disse haver momentos em que "larguei [meu] equilíbrio passivo costumeiro e [...] pensei: Ei, isso é mesmo excitante." Alguns críticos, no entanto, não ficaram tão impressionados com os efeitos visuais do filme. Manohla Dargis do The New York Times assegurou que apesar de sua notabilidade ocasional, as "cores caleidoscópicas vibrantes que deram ao primeiro filme seu soco visual foram substituídas por uma paleta monótona de vidro preto e azul e tons de laranja e amarelo". Joe Morgenstern do The Wall Street Journal denunciou que a ênfase dos produtores no avanço tecnológico poderia ter sido usada de outras formas, como na trama.
A atuação de diversos membros do elenco foi frequentemente mencionada nas críticas. A representação de Michael Sheen como Castor foi particularmente aclamada pelos críticos; devido a sua extravagância, atraiu comparações ao cantor e compositor inglês David Bowie, bem como a personagens fictícios como o Alex de Laranja Mecânica. Dargis e Carrie Rickey do The Philadelphia Inquirer estão entre os jornalistas que elogiaram sua atuação. Dargis legou a Sheen uma performance excepcional para um elenco aparentemente "desinteressante". Para o crítico Gary Thompson do Philadelphia Daily News, o filme ficou humorado com as cenas envolvendo Castor. Com os outros membros do elenco, especialmente Garrett Hedlund, Olivia Wilde e Jeff Bridges, os comentários refletiram diversas opiniões. O filme recebeu "um pouco de impulso" de Wilde, de acordo com Carrie Rickey. Wesley Morris do The Boston Globe chamou Hedlund de "galã inefetivo". Para o comentarista Andrew O'Hehir do Salon, Bridges, ator que ele considera como um "dos mais amados e distinto da América", estava "estranho e complicado", diferente do filme original.
Os críticos ficaram divididos em relação ao desenvolvimento de personagem e o enredo de Tron: O Legado. Érico Borgo do site Omelete disse que os visuais e músicas não seriam capazes de salvar a produção, pois "faltaram aparas no texto, revisões de situações e diálogos" e os "personagens são mal desenvolvidos, a começar pelo protagonista, Sam", muito embora elogie Wilde e Sheen. Já Dana Stevens, do Slate, adicionou que: "Tron: O Legado é o tipo de filme de ataque sensorial que tende a me por para dormir, do jeito que os bebês dormem para bloquear estímulo em excesso. Eu confesso que eu posso ter cochilado durante uma ou duas cenas de batalhas climáticas só para ser acordada de sobressalto por um frisbee de néon que estava vindo." Embora tenha dito que tanto o enredo de Tron: O Legado e de seu antecessor sejam irregulares, Ian Buckwater da National Public Radio foi leniente a respeito da sequência devido à sua natureza amigável ao jovem. Em contraste às respostas negativas, Michelle Alexander do Eclipse adorou o enredo da produção, uma reação que foi semelhante a de Rossiter Drake da revista 7x7, que escreveu que ele ficou "boiando" por seu enredo "algumas vezes confuso, mas difícil de resistir." Larushka Ivan-Zadeh do jornal Metro reclamou do enredo subdesenvolvido, dizendo: "Em 2010, problemas em torno da natureza imersiva de jogar e o poder consumista da tecnologia moderna são mais pertinentes que nunca, então é frustrante que o roteiro nada faça com eles." Contudo, ela disse que "é o melhor filme 3D desde Avatar e uma trilha sonora super excitante do Daft Punk, no entanto, faz sê-lo incrível de assistir."

### Prêmios
Tron: O Legado ganhou um prêmio por "Melhor Trilha Original" do Austin Film Critics Association. O filme também foi nomeado para "Excelência em Design de Produção para um Filme de Fantasia" pelo Art Directors Guild e por "Melhor Edição de Som" pela Academia de Artes e Ciências Cinematográficas. Ele foi para a lista final do Oscar de melhores efeitos visuais, embora não tenha sido nomeado.
| Prêmio                          | Data                    | Indicado(s)                                                                     | Categoria                                                                  | Resultado |
| ------------------------------- | ----------------------- | ------------------------------------------------------------------------------- | -------------------------------------------------------------------------- | --------- |
| 83º edição do Oscar             | 27 de fevereiro de 2011 | Gwendolyn Yates Whittle e Addison Teague                                        | Melhor edição de som                                                       | Nomeado   |
| Art Directors Guild             | 5 de fevereiro de 2011  | Darren Gilford                                                                  | Excelência em Design de Produção para um Filme de Fantasia                 | Nomeado   |
| Austin Film Critics Association | 22 de dezembro de 2010  | Daft Punk                                                                       | Melhor Trilha Original                                                     | Vencedor  |
| Costume Designers Guild         | 22 de fevereiro 2011    | Michael Wilkinson e Christine Bieselin Clark                                    | Excelência em Filme de Fantasia                                            | Nomeado   |
| Las Vegas Film Critics Society  | 16 de dezembro de 2010  | Daft Punk                                                                       | Melhor Trilha Original                                                     | Nomeado   |
| Las Vegas Film Critics Society  | 16 de dezembro de 2010  |                                                                                 | Melhores Efeitos Visuais                                                   | Nomeado   |
| MTV Movie Awards                | 5 de junho de 2011      | Olivia Wilde                                                                    | Melhor Estrela de Sucesso                                                  | Nomeado   |
| 37º Saturn Awards               | 23 de junho de 2011     |                                                                                 | Melhor filme de ficção científica                                          | Nomeado   |
| 37º Saturn Awards               | 23 de junho de 2011     | Jeff Bridges                                                                    | Melhor Ator                                                                | Vencedor  |
| 37º Saturn Awards               | 23 de junho de 2011     | Garrett Hedlund                                                                 | Melhor ator coadjuvante                                                    | Nomeado   |
| 37º Saturn Awards               | 23 de junho de 2011     | Daft Punk                                                                       | Melhor música                                                              | Nomeado   |
| 37º Saturn Awards               | 23 de junho de 2011     | Michael Wilkinson                                                               | Melhor fantasia                                                            | Nomeado   |
| 37º Saturn Awards               | 23 de junho de 2011     | Darren Gilford                                                                  | Melhor design de produção                                                  | Vencedor  |
| 37º Saturn Awards               | 23 de junho de 2011     | Eric Barba, Steve Preeg, Karl Denham, Nikos Kalaitzidis                         | Melhores efeitos visuais                                                   | Nomeado   |
| Teen Choice Awards              | 5 de junho de 2011      | Olivia Wilde                                                                    | Mulher de sucesso                                                          | Nomeado   |
| Visual Effects Society Awards   | 19 de fevereiro de 2011 | Eric Barba, Lisa Beroud, Steve Gaub, Steve Preeg                                | Efeitos visuais extraordinários em um filme com recurso de efeitos visuais | Nomeado   |
| Visual Effects Society Awards   | 19 de fevereiro de 2011 | Jonathan Litt, Juan S. Gomez, Kevin Sears, Sonja Burchard pela Guerra de Discos | Ambiente excepcionalmente criado em um longa-metragem                      | Nomeado   |
| Visual Effects Society Awards   | 19 de fevereiro de 2011 | Paul Lambert, Sonja Burchard, Kym Olsen, Sarahjane Javelo Chase                 | Excelente composição em um filme com recursos visuais                      | Nomeado   |

## Legado

### Sequência
Em abril de 2011, o diretor Joseph Kosinski falou sobre a continuação de O Legado: "Nós estamos trabalhando na história agora. Uma vez que nós tenhamos um roteiro, e estamos contentes com isso, nós iremos levá-lo para as forças que veem se podemos voltar para a Grade. Eu acho que nós continuaremos da parte em que Tron: O Legado terminou, com Sam e Quorra no mundo real e o que aquilo significa e as possibilidades que abre para o próximo capítulo. É esse relacionamento entre os dois que é o próximo passo." Em 31 de março, Kosinski declarou que o roteiro do filme estaria pronto em duas semanas e seu título preliminar era TR3N.
Em 7 de junho de 2011, foi noticiado que o roteirista David DiGilio havia sido contratado para esboçar um roteiro para a sequência de Tron: O Legado. Esperava-se que os roteiristas Adam Horowitz e Edward Kitsis retornassem, mas foram obrigados a desistir devido ao trabalho que estavam desenvolvendo na série Once Upon a Time da ABC. Já não havia certeza se Kosinski dirigiria a sequência. No dia 8 de março de 2012, Bruce Boxleitner sugeriu que o próximo filme poderia começar a ser filmado em 2014, depois que Kosinski terminasse seu trabalho em Oblivion. O nome da sequência seria Tron: Ascension, e boa parte do longa se passaria no mundo real.
Em março de 2017, começou-se a especular que uma sequência direta ao filme não ocorreria, e que a Disney estaria procurando recomeçar a franquia, com Jared Leto protagonizando um novo longa onde seria Ares, personagem originado no roteiro de Ascension. Em junho de 2020, o Presidente de Música e Trilha Sonora da Walt Disney Studios, Mitchell Leib, declarou que o estúdio estava à procura de um diretor, mesmo ainda havendo esperança que Kosinski voltasse para a franquia. Em janeiro de 2023, foi veiculado na imprensa que o projeto de reboot, agora de nome Tron: Ares, tendia a ser dirigido por Joachim Rønning, com Jared Leto o protagonizando e coproduzindo.

### Jogos eletrônicos
Na mesma Comic-Con onde foi confirmada a data de lançamento do filme, também foi confirmado que um jogo eletrônico estaria sendo produzido pela Disney Interactive. O jogo chamado Tron: Evolution foi lançado inicialmente em 25 de novembro de 2010 na Austrália e no dia seguinte na Europa e só passou a ser distribuído nos Estados Unidos junto do lançamento do filme, em 7 de dezembro.
A Disney contratou a n-Space para desenvolver uma série de jogos online baseada em Tron: O Legado para o Wii. Em novembro de 2010 foi lançado Tron Evolution: Battle Grids, jogo com modo multiplayer para Wii, no qual o se pode jogar diversos jogos da Grade ou ainda um modo história. No jogo de RPG de ação Kingdom Hearts 3D: Dream Drop Distance e em sua posterior remasterização, Kingdom Hearts HD 2.8 Final Chapter Prologue, uma parte da história se passa na Grade, com alguns personagens do filme fazendo rápidas aparições. Há por fim o jogo Tron RUN/r, do estilo corrida interminável, em que o usuário controla uma moto de luz por um cenário linear e coleta itens que fornecem pontos, tentando alcançar a maior pontuação.

### Televisão
Tron: Uprising, uma série de animação derivada, estreou dia 7 de junho de 2012 no canal Disney XD dos Estados Unidos. Os roteiristas Adam Horowitz e Eddie Kitsis revelaram que a série conta a história do que aconteceu na Grade entre o filme original e a sequência. O ator Bruce Boxleitner faz a voz de Tron e Olivia Wilde a de Quorra. Também estão presentes os dubladores (do original em inglês) Elijah Wood, Lance Henriksen, Mandy Moore, Emmanuelle Chriqui, Paul Reubens e Nate Corddry.

### Mangá
Uma versão em mangá de Tron: O Legado foi lançada no Japão pela Earth Star Entertainment em 30 de junho de 2011.